# 울프블러드
《울프블러드》(영어: Wolfblood)는 2012년부터 현재까지 방영된 영국의 텔레비전 드라마이다.